# Sangiaccato di Bolu
Il Sangiaccato di Bolu (in turco Bolu Sancağı) era un Sangiaccato dell'Impero ottomano. La sua capitale era Bolu, che era stata assoggettata all'Impero da Konur Alp, nel 1324. Divenne poi parte del belicato Isfendiyaride fra il 1402 ed il 1423. A partire dal 1692 iniziò ad essere governata dai voivodi (capi militari) invece che dai sanjak-bey. Nel 1811, il Sultano Mahmud II abolì i voivodati e Bolu-Viranşehir divenne di nuovo un sangiaccato. Nella riorganizzazione amministrativa dell'Impero Ottomano del 1864, il sangiaccato di Bolu divenne amministrativamente parte del Vilayet di Kastamonu. Dopo il 1908 divenne un sangiaccato indipendente, fu abolito nel 1923 con la proclamazione della Repubblica di Turchia.